# Catalunya (revista)
|  | Per a altres significats, vegeu «Revista Catalunya». |

Catalunya va ser una revista setmanal la qual va començar a publicar-se l'any 1913. Aquesta revista va ser la tercera generació d'uns setmanaris culturals que s'endinsaven en el món del pensament polític. Catalunya, dirigida per Josep Carner, va cessar definitivament el 1914.
L'última etapa de la revista catalana, editada a Barcelona i amb periodicitat setmanal, oferia les seves publicacions en català. A més del director Josep Carner, va ser produïda per l'Ateneu Barcelonès i la Biblioteca de Catalunya.

## Història
Catalunya va començar a publicar-se a partir de l'any 1913, però aquesta va ser la tercera etapa del setmanari, el qual va començar l'any 1910 amb el nom de “La Cataluña”. Aquesta primera generació de la revista va ser dirigida per Joan Torrendell, l'escriptor i guionista mallorquí que va estar en la direcció de més d'una revista i diari, no només a Catalunya sinó també a Mallorca i a l'Argentina. L'any 1911 va ser l'inici de la segona etapa de la revista, on passaria a anomenar-se “Cataluña” i a ser dirigida per Miquel dels Sants Oliver, qui va ser periodista, assagista i poeta, a més de membre fundador de l'Institut d'Estudis Catalans i director del Diari de Barcelona i de La Vanguardia. Aquestes dues primeres etapes van deixar 274 publicacions, totes elles en castellà.
L'etapa final de la revista, a diferència de les dues anteriors, va ser publicada en català, i és així com va canviar el seu nom de “Cataluña” a “Catalunya”. El canvi de nom i d'idioma va anar acompanyat d'un canvi en la direcció, que va passar a estar a càrrec de Josep Carner. Aquesta última capçalera de la revista, la qual va fer un total de 99 publicacions, va trobar la seva fi el 26 de desembre de 1914. Es conformen tres etapes ben diferenciades: durant la primera la periodicitat és quinzenal, i és aquí on la revista té més interès. Està al corrent de l'actualitat cultural i recull de manera viva i àgil les polèmiques del moment. A la segona etapa es dona un model de revista força diferent. La periodicitat passa a ser mensual i els números tracten temes monogràfics. Es perd així una bona part de l'agilitat i de la voluntat de crear un determinat estat d'opinió. A més, durant el segon semestre els números són dobles i bimestrals, la qual cosa agreuja la situació. Per això s'inicia una tercera etapa, en què, amb periodicitat quinzenal, s'intenta retornar al primer model. Ells mateixos analitzen el problema i en justifiquen el canvi. Paral·lelament, s'edita una col·lecció de llibres amb la finalitat de fer un regal trimestral als subscriptors. En total, se'n publiquen nou, malgrat que els projectes eren lleugerament més ambiciosos. La tria és acurada, atès que tots els autors o els temes en catàleg queden vinculats per un motiu o un altre als interessos del grup promotor.
Catalunya va servir com a ajut per forjar el grup d'intel·lectuals que formaven Josep Carner i alguns dels redactors més propers a ell (Jaume Bofill i Mates, Emili Vallès, Joan Alzina i Melis i, a una certa distància, Joan Llongueras). Una sèrie de joves universitaris, catòlics i integrants de la petita o mitjana burgesia ciutadana, que són els que en els primers anys del segle XX intentaren revalorar el Modernisme a partir d'unes motivacions ideològiques diferents. Mentre dura la revista la seva participació en altres publicacions disminueix sensiblement. Josep Carner, com a director, és qui dona un determinat to a la publicació, qui més escriu (articles de fons, poemes, narracions, crítica literària, notes d'actualitat…), qui utilitza més pseudònims i en ell es personalitza una bona part de les polèmiques i els atacs provinents de fora.
A part dels membres més significatius del grup promotor, Joan Maragall és l'autor que més va publicar a Catalunya. Aquest fet ve donat pel conservadorisme del poeta, sobretot en aquests anys; pel respecte cap a la institució dels Jocs Florals; per la conformitat amb Torras i Bages, de qui Maragall comenta a començaments de segle gairebé totes les pastorals; el fet que sigui una època d'apropament a la Lliga i de bona relació amb la burgesia, i la defensa que havia fet del predomini de la poesia sobre els altres gèneres.

## Ideologia
Alguns temes centrals de la revista eren: la renovació dels Jocs Florals, la crítica oberta al federalisme i al lerrouxisme, la defensa dels certàmens literaris de caràcter local, la crítica al cosmopolitisme modernista, els durs atacs contra Joventut, la idea de Pitarra com a antimodel, la diferenciació entre literatura popular i literatura vulgar, el tema de la professionalització de l'escriptor i la potenciació de Verdaguer com a model per ser oposat a una certa poesia modernista. Bona part d'aquestes idees comencen a formar-se i desenvolupar-se a partir d'articles de crítica literària de Josep Carner que publicava sota el pseudònim de “Plautus”  a la revista Montserrat, on comença a marcar una orientació ben clara.
A les pàgines de Catalunya s'estableix el lligam entre un catalanisme de caràcter conservador molt proper a Prat de la Riba i un catolicisme que pren com a arrel a Torras i Bages. Són els dos punts prioritaris a l'hora de justificar un determinat criteri ideològic de selecció. El suport a la ideologia catòlica es posa de manifest, en primer lloc, amb la col·laboració de capellans. Alguns, com Josep Paradeda o Lluís Gispert, són membres de la redacció durant un llarg temps. A més, la majoria dels qui escriuen amb freqüència són de filiació catòlica ben clara. En general, es defensava el suport a l'ideari catòlic i es rebutjava tot allò amb components anticlericals.

## Personal
- Director/a: Josep Carner i Puig-Oriol.
- Redacció: Jaume Figueras, Jaume Bofill i Mates, Emili Vallès, Joan Alzina i Melis, Joan Llongueras, Magí Sandiumenge, Jeroni Martorell, Josep Segura i Tallien, Llorenç M. Alier, Josep Carner, Manuel Duran i Duran, Lluís Gispert, Joan M. Guasch, Antoni Muntanyola, Josep Paradeda, Enric Paz, Josep Roig i Raventós, Joan Maragall.
- Edició artística: Jaume Llongueras.
- Producció: Ateneu Barcelonès i la Biblioteca de Catalunya.

## Webgrafia i principals referències
- “Catalunya” en Catàleg Col·lectiu de les Universitats de Catalunya.[1]
- “Catalunya” en Arxiu de Revistes Catalanes Antigues.[2]
- La revista “Catalunya” i la formació del Noucentisme per Jaume Aulet.[3]
- "Biografia Josep Carner i Puig-Oriol" en Associació d'Escriptors en Llengua Catalana.[4]
- Bibliografia Josep Carner i Puig-Oriol.